# Comuna Blahovișcenka, Kuibîșeve
Blahovișcenka (în ucraineană Благовіщенка) este o comună în raionul Kuibîșeve, regiunea Zaporijjea, Ucraina, formată din satele Blahovișcenka (reședința) și Novokameanka.

## Demografie
Componența lingvistică a comunei Blahovișcenka
     Ucraineană (94,73%)
     Rusă (4,49%)
     Alte limbi (0,45%)
Conform recensământului din 2001, majoritatea populației comunei Blahovișcenka era vorbitoare de ucraineană (94,73%), existând în minoritate și vorbitori de rusă (4,49%).